# Brutelles

Brutelles este o comună în departamentul Somme, Franța. În 1 ianuarie 2022 avea o populație de 199 de locuitori.